# تمقتن
تمقتن (به عربی: تیمقتن) یک شهرک و شهرداری در الجزایر است که در ناحیه أولف واقع شده‌است.

## خصوصیات
تمقتن ۱۸٬۵۹۸ نفر جمعیت دارد و ۲۸۸ متر بالاتر از سطح دریا واقع شده‌است.